# Pomnik Zwycięstwa (Krzywy Róg)
Pomnik żołnierzy III Frontu Ukraińskiego walczących o Krzywy Róg 22 lutego 1944 (Pomnik Zwycięstwa) (ukr. Пам'ятник воїнам 3-го Українського фронту, які вели бої за Кривий Ріг 22 лютого 1944 року (монумент «Перемога») – znajdujący się w Krzywym Rogu pomnik upamiętniający żołnierzy Armii Czerwonej walczących o wyzwolenie miasta z rąk niemieckich okupantów podczas II wojny światowej.

## Historia
Centralnym obiektem pomnika jest żeliwna i pomalowana na czarno rzeźba żołnierza 3 Frontu Ukraińskiego w hełmie i z pepeszą, stojąca na liczącym 14 metrów granitowym cokole. Obiekt jest wpisany na listę Państwowego Rejestru Zabytków Nieruchomych Ukrainy pod numerem 12-110-0056.

## Galeria

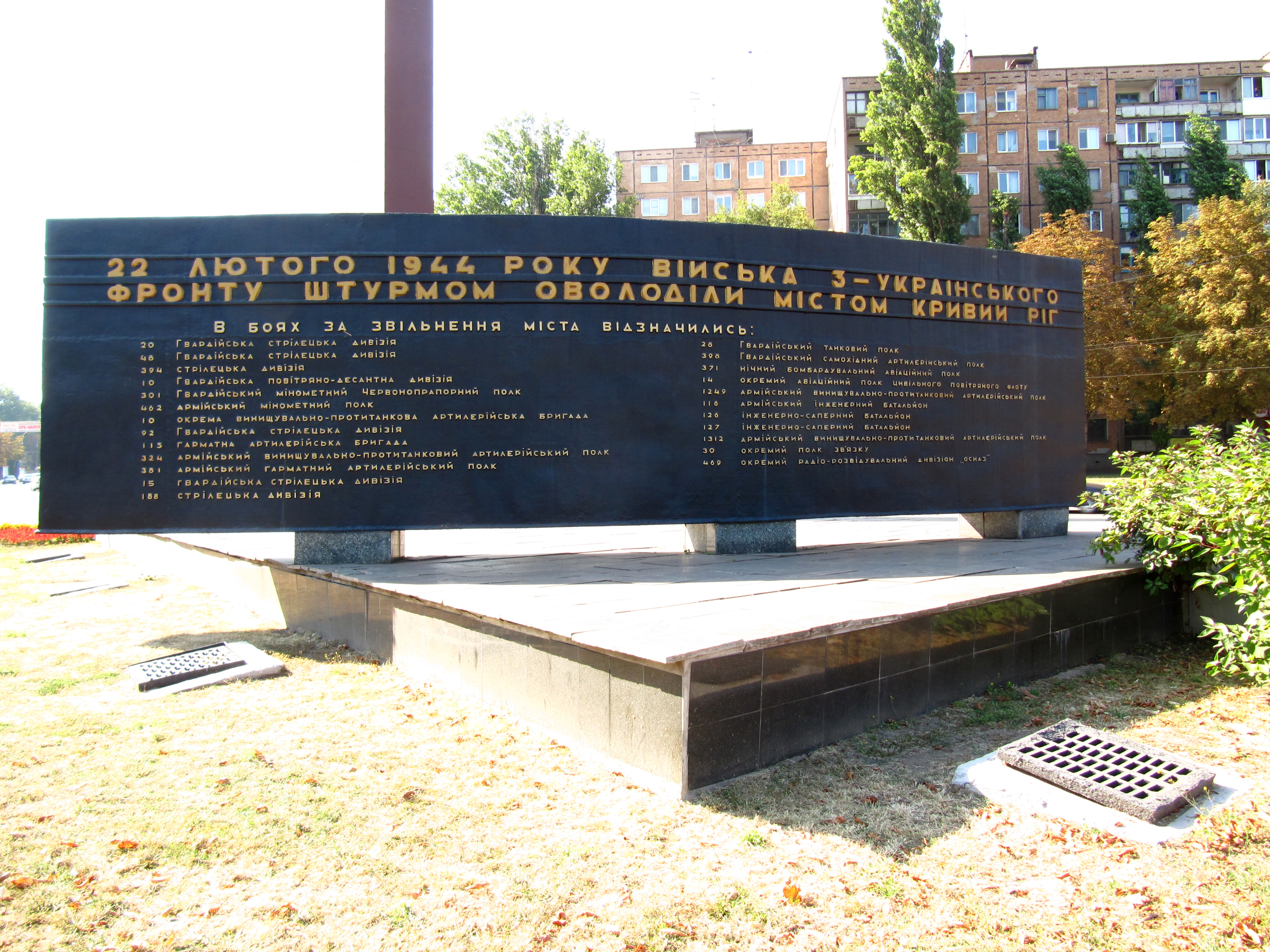